# Rolling Papers
Rolling Papers è un album del rapper statunitense Wiz Khalifa, pubblicato il 29 marzo 2011. Il primo singolo da esso estratto, Black and Yellow, prodotto da Stargate, è diventato uno dei più notevoli successi hip hop del 2010, con oltre due milioni di download. L'album ha debuttato alla seconda posizione della classifica Billboard 200, con circa 197,000 copie vendute negli Stati Uniti, nella prima settimana nei negozi. L'album è invece entrato direttamente alla prima posizione delle classifiche R&B/Hip-Hop Albums e Rap Albums.

## Tracce
1. When Im Gone – 4:08
2. On My Level (feat. Too $hort) – 4:32
3. Black and Yellow – 3:37
4. Roll Up – 3:47
5. Hopes & Dreams – 3:58
6. Wake Up – 3:46
7. The Race – 5:35
8. Star of the Show (feat. Chevy Woods) – 4:46
9. No Sleep – 3:11
10. Get Your Shit – 4:36
11. Top Floor – 3:42
12. Fly Solo – 3:20
13. Rooftops (feat. Curren$y) – 4:20
14. Cameras – 4:29

Tracce bonus dell'edizione iTunes
1. Taylor Gang (featuring Chevy Woods) - 5:35